# دي ببتيل ببتيداز- 4
دي ببتيل ببتيداز-4 (DPP4)، المعروف أيضًا باسم بروتين مركب أدينوزين ديميناز 2 أو (CD26). وهو من الإنزيمات البروتينية التي تنتمي إلى عائلة الــ S9B (Family S9B). يرتبط دي ببتيل ببتيداز- 4 بـ بروتين تنشيط الخلايا الليفية ألفا ودي ببتيل ببتيداز 8 ودي ببتيل ببتيداز 9. وصف الإنزيم لأول مرة عام.